# Ochrilidia socotrae
Ochrilidia socotrae är en insektsart som beskrevs av Massa 2009. Ochrilidia socotrae ingår i släktet Ochrilidia och familjen gräshoppor. Inga underarter finns listade i Catalogue of Life.